# Río Alabama
El río Alabama es un río del sur de los Estados Unidos, la principal fuente, junto con el río Tombigbee, del río Mobile. Tiene una longitud de 502 km y drena una cuenca de 58.500 km². Es el tramo central del sistema fluvial Mobile-Alabama-Coosa que, con sus 1.123 km de longitud, es uno de los 20 mayores ríos de los Estados Unidos.
Discurre por el estado de Alabama.

## Geografía
El río Alabama se forma por la confluencia del río Coosa y del río Tallapoosa, a unos 10 km al noreste de Montgomery (201.568 hab.). Su curso es el típico de los ríos de llanura, con muchas curvas y amplios y zigzagueantes meandros. Su anchura varía de 50 a 200 m, y su profundidad es de 1 a 13 m. Su longitud, medida por el United States Geological Survey es de 502 km, y medido en un barco de vapor, de unos 676 km. Es un río de régimen pluvial subtropical húmedo.

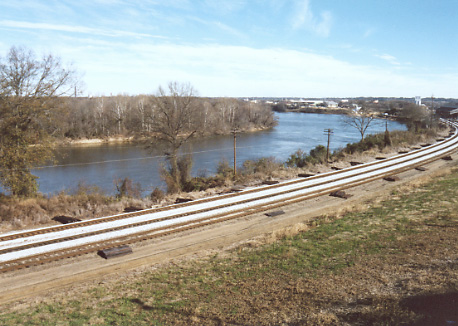

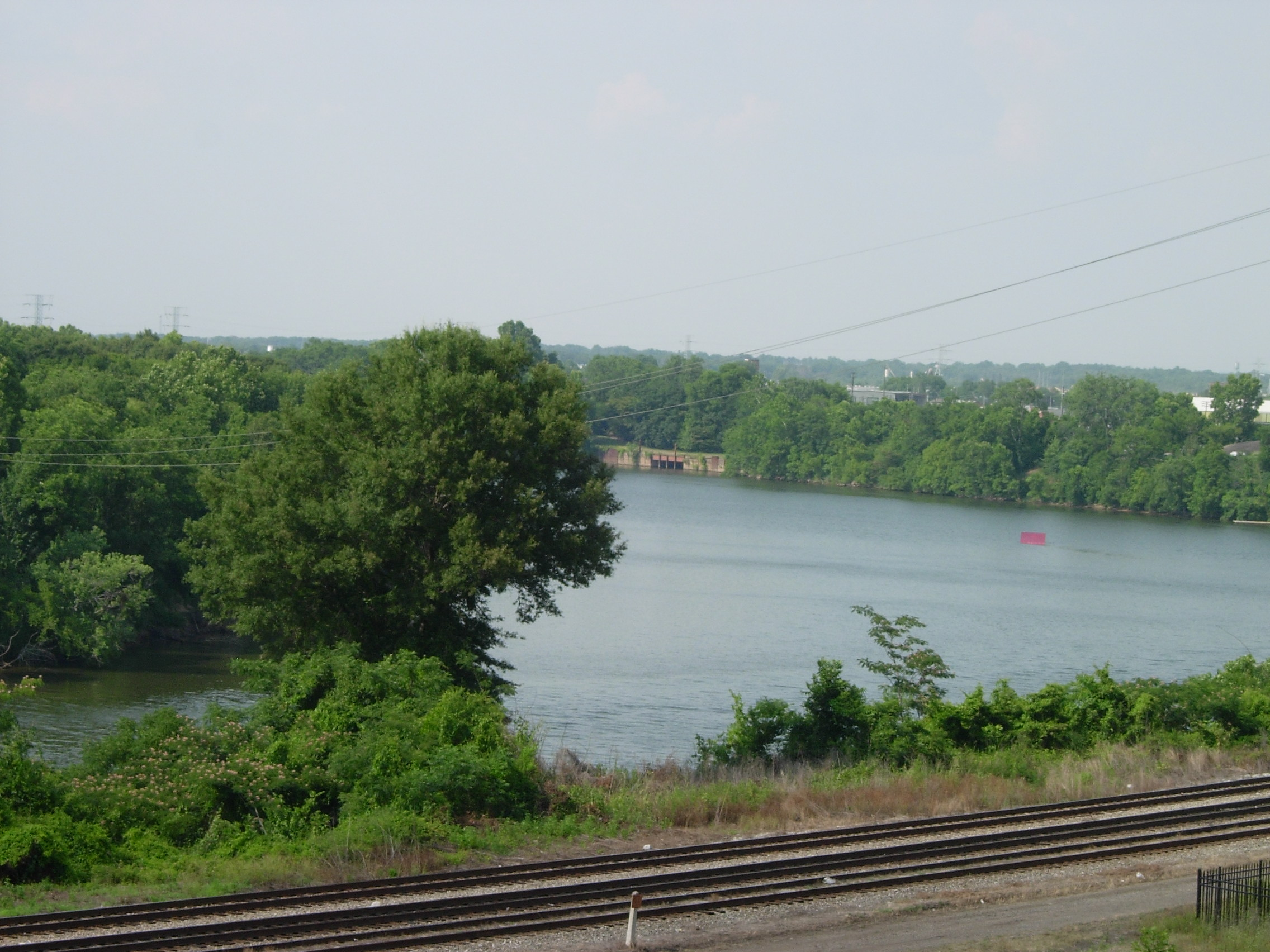
Dos vista del Alabama cerca de Montgomery.

Primero discurre hacia el Oeste, un tramo de unso 150 km hasta la ciudad de Selma (20.512 hab.). Luego se encamina en dirección Suroeste, en un largo tramo de unos 330 km hasta que, cerca de Calvert, a unos 50 km al noreste de la ciudad de Mobile, confluye con el río Tombigbee, para dar nacimiento al río Mobile. Las ciudades de Mobile (198.915 hab.) y Montgomery se convirtieron en grandes ciudades por su cercanía con esta importante corriente de agua.
Además de sus fuentes, los ríos Coosa y Tallapoosa, su principal afluente es el río Cahaba, de 312 km de largo, que desagua unos 15 km aguas abajo de Selma. La fuente principal del río Alabama es el río Coosa, que atraviesa la región minera de Alabama y es navegable desde Roma hasta unos 190 km aguas arriba de Wetumpka (5.726 hab.) (unos 170 km aguas abajo de Roma y 42 km abajo de Greensport), y desde Wetumpka hasta la confluencia con el río Tallapoosa. El cauce del río ha sido mejorado considerablemente por el gobierno federal. 
La navegación del río Tallapoosa —que tiene su fuente en el condado de Paulding, Georgia, y tiene unos 400 km de largo— está impedida por bancos de arena y una catarata de unos 18 m en Tallassee (4.934 hab.), a pocos kilómetros al norte de su cruce con el río Coosa. El río Alabama es navegable durante todo el año. 
El río atraviesa los distritos agrícolas y madereros más ricos del estado, y el ferrocarril le conecta con las regiones mineras del norte de Alabama. 
El río, como fuente de transporte de mercancías, ha desempeñado un papel importante en el crecimiento de la economía de la región durante el siglo XIX. Todavía sigue siendo utilizado para el transporte de productos agrícolas aunque ya no es tan importante como lo fue debido a la construcción de carreteras y ferrocarriles. 
Los ríos Alabama, Coosa y Tallapoosa eran el centro de la patria de los indios Creek antes de su traslado a principios de siglo XIX.

## Historia

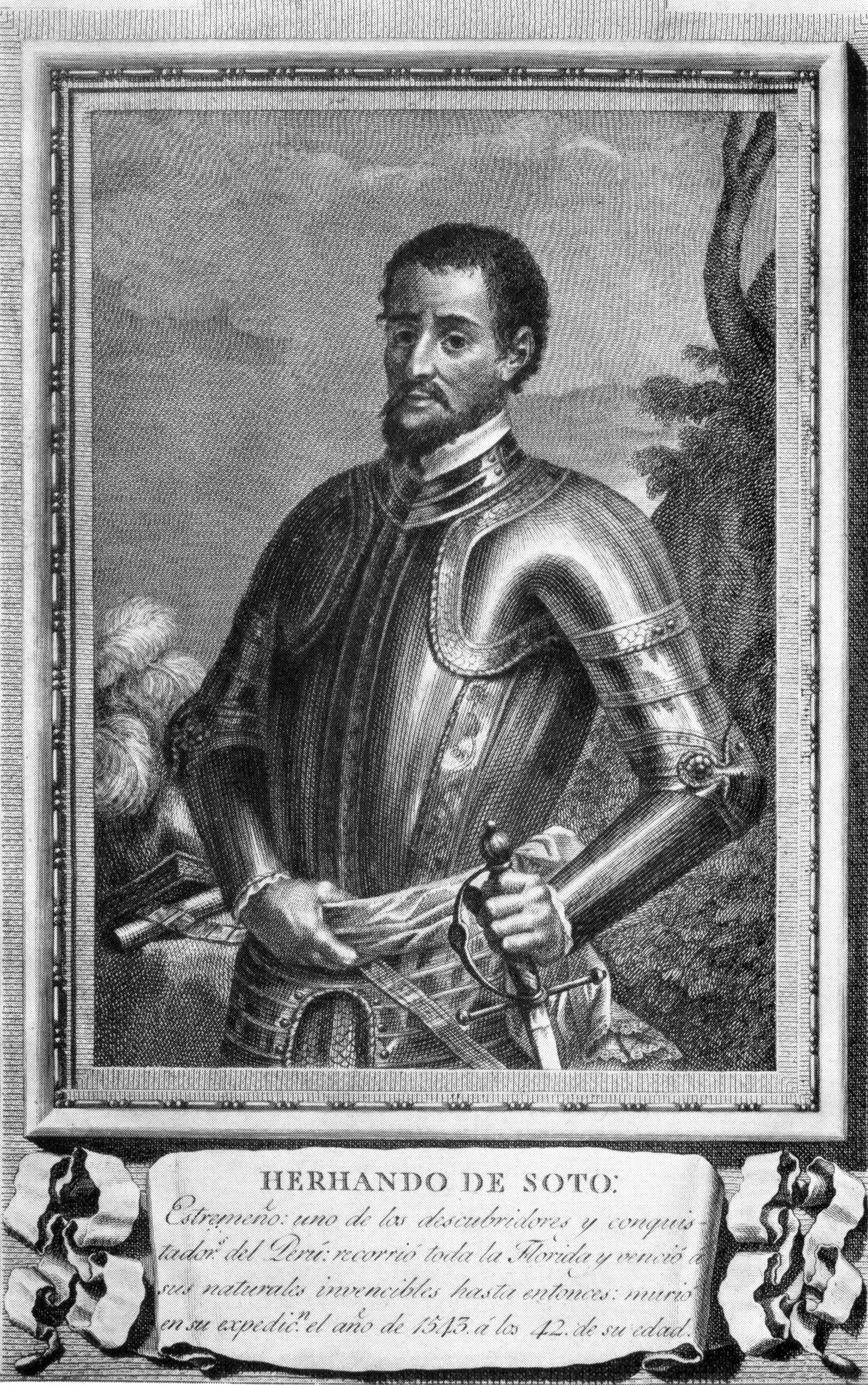
Hernando de Soto.

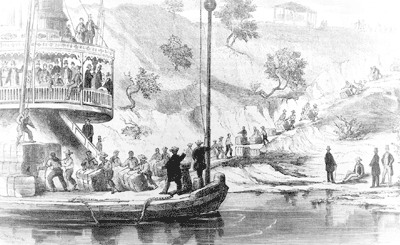
Un vapor en el río Alabama descargando balas de algodón, a mediados del (Universidad de Alabama Colección Hoole).

El conquistador y explorador español, Hernando de Soto, fue el primer europeo en reconocer el río Alabama en 1540, pero hasta un siglo y medio más tarde la región no fue colonizada de forma permanente. En 1714, los franceses presentes en torno a la actual ciudad de Mobile, preocupados por la creciente influencia de los comerciantes británicos, decidieron construir una fortaleza en un lugar estratégico para controlar el comercio y los viajes en esa parte del Nuevo Mundo. Así se construyó en la confluencia de los ríos Coosa y Tallapoosa Fort Toulouse, el primer asentamiento europeo en el valle del Alabama. El sitio fue elegido por Jean Baptiste LeMoyne, Señor de Bienville, y nombrado en honor del condado francés. Esta ubicación fue utilizada durante mucho tiempo por las tribus indias indígenas que habían construido túmulos de tierra en la orilla izquierda del río Coosa.
Un episodio dramático en la historia del río sucedió en el período crucial comprendido entre la anexión del territorio del Alabama por los Estados Unidos, entonces joven nación soberana, y su entrada en la Unión como vigésimo segundo estado en 1819. Tuvo lugar durante la guerra de 1813-14, entre los creek y los colonos blancos que se habían asentado cerca de las orillas del río y sus afluentes. Temiendo por su seguridad y esperando allí poca asistencia de las fuerzas armadas federales, los colonos habían construido muchas fortalezas, incluyendo Fort Mims, construido en un meandro del río Alabama en el territorio del actual Condado de Baldwin. El 30 de agosto de 1813, la fortaleza fue atacada y tomada por los creeks, comandados por una mestizo indio, William Weatherford, conocido por el apodo de Águila Roja. Los colonos y los milicianos fueron sistemáticamente masacrados y quemados vivos; más de 400 personas murieron, hombres, mujeres y niños. Esta matanza fue una de las mayores de las Guerras Indias. Esta victoria sangrienta no impidió la derrota de los creek que tuvieron que firmar, el 9 de agosto de 1814, el Tratado de Fort Jackson, que les obligaba a vender más de la mitad de su territorio.
Cuando la región recobró la paz, la recuperación de tierras se inició con el cultivo del algodón a lo largo de los valles del río Alabama y de sus afluentes. El algodón es la sangre del estado de Alabama y las vías navegables eran la arteria principal a través de la circulaba la fibra textil. Hasta la llegada de los barcos de vapor, durante la década de 1820, el comercio se hacía exclusivamente aguas abajo, pero esa innovación técnica permitió la navegación desde la boca río arriba. Se edificaron las principales ciudades a ambos lados del río donde flotaban trenes de madera y barcos de vapor llevaban pasajeros y balas de algodón. Durante ese período, que dura desde 1825 hasta 1860 aproximadamente, más de 200 embarcaderos jalonaban ambas orillas (¡1 cada 2,5 km!), Para cargar o descargar, algodón, combustible y bienes llegados de todas las partes de la Unión, y para desembarcar o embarcar comerciantes, agricultores, trabajadores, aventureros y gente común. Esta edad de oro de Alabama también fue la de los barcos de vapor, calificados de palacios flotantes, que satisfacian el apetito de placeres de las comunidades autóctonas. La llegada del ferrocarril y, a continuación, la Guerra Civil puso fin al esplendor de Alabama.